# Reprezentacja Szwecji na Mistrzostwach Europy w Wioślarstwie 2007
Reprezentacja Szwecji na Mistrzostwach Europy w Wioślarstwie 2007 liczyła 1 sportowca. Najlepszymi wynikiem było 3. miejsce w jedynce kobiet.

## Medale

### Złote medale
Brak

### Srebrne medale
Brak

### Brązowe medale
jedynka (W1x): Frida Svensson

## Wyniki

### Konkurencje kobiet
- jedynka (W1x): Frida Svensson – 3. miejsce